# Raiffeisenbank Elztal
Die Raiffeisenbank eG (im Außenauftritt Raiffeisenbank eG Elztal) ist eine Genossenschaftsbank mit Sitz im Ortsteil Dallau in der baden-württembergischen Gemeinde Elztal im Neckar-Odenwald-Kreis.

## Geschichte
Die heutige Raiffeisenbank eG wurde am 29. Januar 1922 als Raiffeisenbank eGmuH Dallau bei Mosbach im heutigen Ortsteil Dallau von Elztal gegründet und fusionierte zuletzt im Jahr 1969 als Raiffeisenbank eGmbH Dallau - Neckarburken mit der Raiffeisenkasse eGmbH Auerbach mit dem Sitz im Ortsteil Auerbach von Elztal. Mit Eintragung vom 12. Mai 1976 erhielt die Bank ihre heutige Firmierung.

## Rechtsverhältnisse
Die Raiffeisenbank eG ist im Genossenschaftsregister beim Amtsgericht Mannheim unter GnR 440008 eingetragen.

## Organisationsstruktur
Rechtsgrundlagen sind das Genossenschaftsgesetz und die durch die Generalversammlung beschlossene Satzung. Organe der Bank sind der Vorstand, der Aufsichtsrat und die Generalversammlung.

## Sicherungseinrichtung
Die Raiffeisenbank eG ist der amtlich anerkannten Sicherungseinrichtung des Bundesverbandes der Deutschen Volksbanken und Raiffeisenbanken GmbH und der zusätzlichen freiwilligen Sicherungseinrichtung des Bundesverbandes der Deutschen Volksbanken und Raiffeisenbanken e.V. angeschlossen.

## Geschäftsausrichtung
Die Raiffeisenbank eG betreibt das Universalbankgeschäft. Im Verbundgeschäft arbeitet sie mit der DZ Bank, R+V Versicherung, Bausparkasse Schwäbisch Hall, Teambank, VR Leasing, DZ Hyp und der Union Investment zusammen.

## Geschäftsgebiet
Das Geschäftsgebiet liegt im Süden des Neckar-Odenwald-Kreises.
Neben der Geschäftsstelle am Sitz der Bank werden keine weiteren Geschäftsstellen betrieben.